# Scrancia erythrops
Scrancia erythrops är en fjärilsart som beskrevs av Sergius G. Kiriakoff 1962. Scrancia erythrops ingår i släktet Scrancia och familjen tandspinnare. Inga underarter finns listade.